# Lipan
Lipan (znanstveno ime Thymallus thymallus, tudi Evropski lipan) je sladkovodna riba iz družine postrvi.

## Opis
Lipan je za postrvi precej neznačilna riba. Ima močno sploščen trup in izbočen hrbet z značilno, mavrično obarvano, dolgo in visoko hrbtno plavutjo. Glava lipanov je majhna z majhnimi nadstojnimi usti, ki imajo mehke ustnice. Telo je oranžno srebrne barve, pokrito pa je z dokaj velikimi luskami, ki so razporejene v ravnih vrstah. Po sprednjem delu telesa ima lipan razporejene manjše in manj kontrastne pike. Hrbet teh rib je zelenkasto rjave barve, trebuh pa srebrno rumen.
Povprečno lipani zrasteje med 25 in 35 cm, izjemoma pa lahko dosežejo tudi do 63 cm in 6,7 kg. Spolno dozorijo v tretjem ali četrtem letu starosti, drstijo pa se marca in aprila na prodnatnem dnu. Samec z repno plavutjo skoplje v pesek jamico, kamor samica odloži od 3.000 do 6.000, izjemoma pa tudi do 10.000 iker.
Osnovna hrana lipanov so vodne žuželke in žuželke, ki jih pobira z vodne površine, pa tudi razni talni nevretenčarji, ikrami in zarodom drugih rib.

## Razširjenost in uporabnost
Lipan živi v čistih in hladnih delih rek, kjer je tok hiter, najdeno pa ga tudi v hladnih gorskih jezerih, kjer poleti temperatura vode ne preseže 20 °C. V vodi mora biti tudi dovolj kisika, da bi v njej lipani uspevali. Po lipanu se imenuje tudi pas rek, ki se začne po postrvjem pasu.
Razširjen je v Angliji, južni Skandinaviji, v rekah, ki se izlivajo v Severno morje, v zgornjih pritokih Volge. V osrednji Evropi je razširjen v nekaterih rekah v Franciji, Nemčiji, severni Italiji in v nekaterih rekah donavskega porečja.
V Sloveniji ga je najti v zgornjem toku skoraj vseh rek, v zadnjih desetletjih je izginil le iz Mure.
Edini razlog za dokaj stabilno populacijo lipanov je množično vlaganje mladic, ki jih vzgajajo v ribogojnicah nazaj v reke. V naravnem okolju ga najbolj ogroža prisotnost Kormorana, pred katerim se lipan ne zna skriti, poleg tega pa še onesnaževanje in regulacija vodotokov.
Je izjemno zanimiva riba za športni ribolov, še posebej za muharjenje, povsod, kjer je dovoljen lov nanj pa je zavarovan z lovopustom, najmanjšo lovno mero, načinom ribolova in omejenim številom ujetih rib.